# Brian Phelps
Brian Phelps (n. 21 aprilie 1944, Chelmsford, Anglia, Regatul Unit) este un săritor în apă ce a reprezentat Regatul Unit al Marii Britanii și al Irlandei de Nord, medaliat olimpic. A participat la o ediție a Jocurilor Olimpice (1960) în care a câștigat o medalie de bronz.